# Исаси, Эваристо
Эвари́сто Иса́си Кольма́н (исп. Evaristo Isasi Colmán; род. 26 ноября 1955, Асунсьон) — парагвайский футболист, выступавший на позициях правого полузащитника, правого или центрального нападающего. В 1979 году выиграл с асунсьонской «Олимпией» Кубок Либертадорес, Межконтинентальный кубок (автор победного гола в первой игре), Межамериканский кубок, чемпионат Парагвая, и одновременно со сборной страны — Кубок Америки.

## Биография
На юношеском и молодёжном уровне Эваристо Исаси прошёл через ряд небольших команд, самым заметным среди них был клуб «Хенераль Артигас» из Мариано-Роке-Алонсо. В 1973 году попал во взрослый футбол, начав выступать в низших дивизионах за асунсьонский «Атлетико Хувентуд». В следующем году дебютировал в Примере за «Хенераль Кабальеро». Несмотря на вылет команды по итогам сезона, Исаси привлёк к себе внимание «Олимпии», за которую стал выступать с 1975 года.
С 1978 года в «Олимпии» сформировалась команда, шесть лет подряд выигрывавшая чемпионат Парагвая. В 1979 году Эваристо Исаси выиграл с «Олимпией» Кубок Либертадорес. Он сыграл во всех 12 матчах своей команды в этом турнире и забил пять голов на групповом этапе.
С 1977 года Эваристо Исаси выступал за сборную Парагвая. В 1979 году, как и четырьмя годами ранее, Кубок Америки разыгрывался без единой страны-организатора, все стадии турнира проходили по олимпийской системе на вылет — дома и в гостях, и продолжался с июля по декабрь. Исаси провёл шесть матчей в турнире, в том числе в двух основных финальных матчах против сборной Чили. В дополнительной игре на «Хосе Амальфитани» в Буэнос-Айресе он не играл. Команды сыграли вничью 0:0 и Парагвай был провозглашён чемпионом за счёт лучшей разницы мячей в финале.
18 ноября 1979 и 2 марта 1980 года состоялись матчи за Межконтинентальный кубок против финалиста Кубка европейских чемпионов «Мальмё» (победитель, «Ноттингем Форест», отказался играть). В первой игре в Швеции гол Эваристо Исаси на 41 минуте стал единственным. Игра проходила в необычных для южноамериканцев условиях — периодически шёл снег и температура была ниже нуля. Исаси сыграл и в ответном матче на «Дефенсорес дель Чако», где «деканы» вновь были сильнее 2:1 и завоевали Межконтинентальный кубок. Впоследствии «Олимпия» выиграла и значительно менее престижный Межамериканский кубок. В первой игре этого турнира против сальвадорского ФАСа Исаси отметился забитым голом, а команды сыграли вничью 3:3. В домашней игре 16 марта 1980 года «Олимпия» разгромила соперника 5:0, но Эваристо был вынужден покинуть поле на 7-й минуте из-за тяжёлой травмы — перелома голени и малоберцовой кости. Таким образом, Эваристо Исаси стал одним из восьми игроком «Олимпии», которые выиграли по итогам 1979 года абсолютно все турниры в мировом футболе, в которых принимали участие.
Также со сборной Парагвая Исаси принял участие в чемпионате мира 1986 года, но на поле в Мексике он не появлялся.
В середине 1981 года Исаси уехал в Колумбию, где присоединился к команде «Депортес Толима». Уже без него «Олимпия» в четвёртый раз подряд выиграла чемпионат Парагвая. В 1983 году выступал за «Санта-Фе». В 1984 году вернулся в «Олимпию», с которой ещё дважды становился чемпионом Парагвая. Завершил карьеру футболиста в 1988 году.
В феврале 2005 года был назначен на должность тренера молодёжной команды «Олимпии» и работал в этом качестве, по крайней мере, до конца 2006 года.

## Титулы
- Чемпион Парагвая (7): 1975, 1978, 1979, 1980, 1981, 1985, 1988
- Обладатель Кубка Либертадорес (1): 1979
- Обладатель Межконтинентального кубка (1): 1979
- Обладатель Межамериканского кубка (1): 1979
- Обладатель Кубка Америки (1): 1979